# Snow Drop
"Snow Drop" (estilizado em minúsculas) é o décimo quarto single da banda japonesa L'Arc~en~Ciel, lançado em 7 de outubro de 1998 e incluído no álbum Ray. A música foi usada como tema do dorama Hashire Kōmuin!. O single foi relançado em 30 de agosto de 2006.
"Snow Drop" estreou na primeira posição na Oricon Singles Chart, permaneceu na parada por 23 semanas e é o segundo single mais vendido da banda, atrás apenas do single anterior "Honey". No mês de lançamento vendeu mais de um milhão de cópias, sendo certificado como disco milhão pela RIAJ. Em março de 1999, foi promovido a platina tripla por vender mais de 1,200,000 cópias.

## Faixas
Todas as letras escritas por Hyde. 
| N.º            | Título                         | Música         | Duração |  |
| 1.             | "Snow Drop"                    | Tetsu          | 4:35    |  |
| 2.             | "A Swell in the Sun"           | Yukihiro       | 4:45    |  |
| 3.             | "Snow Drop" (Hydeless Version) | Tetsu          | 4:32    |  |
| Duração total: | Duração total:                 | Duração total: | 17:04   |  |

## Ficha técnica
- Hyde – vocais
- Ken – guitarra
- Tetsu – baixo
- Yukihiro – bateria

## Desempenho
| Parada (1998) | Melhor posição |
| ------------- | -------------- |
| Oricon        | #1             |